# Тенвиль
Тенви́ль — коммуна в Валлонии, расположенная в провинции Люксембург, округ Марш-ан-Фамен. Принадлежит Французскому языковому сообществу Бельгии. На площади 91,81 км² проживают 2561 человек (плотность населения — 28 чел./км²), из которых 49,51 % — мужчины и 50,49 % — женщины. Средний годовой доход на душу населения в 2003 году составлял 11 107 евро.
Почтовый код: 6970-6972. Телефонный код: 084.